# دیل والترز
دیل والترز (انگلیسی: Dale Walters؛ زادهٔ september ۲۷, ۱۹۶۳ (۶۱ سال)) ورزشکار بوکس اهل کانادا است.
وی در مسابقات کشوری و بین‌المللی در مجموع برندهٔ ۱ مدال برنز شده‌است.